# Eleanor Put Your Boots On
«Eleanor Put Your Boots On» es una canción de la banda escocesa de indie rock Franz Ferdinand. Fue publicada como el cuarto sencillo de su segundo álbum, You Could Have It So Much Better, el 17 de julio de 2006. La versión del sencillo de la canción es una nueva versión que se grabó en Benton Harbor, Michigan durante su gira de 2006 con Death Cab for Cutie. La promoción del sencillo incluyó dos videos: uno para «Eleanor Put Your Boots On» y otro para su lado B, «Wine in the Afternoon» (grabado en los estudios Trama en São Paulo, Brasil). Alcanzó el puesto #30 en la lista de sencillos británicos.

## Antecedentes
Steve Lamacq tocó por primera vez la nueva versión de la canción en su programa de radio de la BBC, Lamacq Live, en la última semana de mayo de 2006. Poco después, apareció una entrevista con la banda en Nylon Magazine, donde confirmaron la grabación de una nueva versión de la canción para su lanzamiento como sencillo.
Se cree que el “Eleanor” en el título se refiere a Eleanor Friedberger, cantante principal de la banda de indie rock The Fiery Furnaces, que apoyó a Franz Ferdinand durante su gira de 2004. Friedberger solía tener una relación con el cantante principal de Franz Ferdinand, Alex Kapranos.

## Posicionamiento
| Gráfica (2006)                   | Pico de posición |
| -------------------------------- | ---------------- |
| Escocia (Scottish Singles Chart) | 17               |
| Reino Unido (UK Singles Chart)   | 30               |